# Marisela Escobedo Ortiz
Marisela Escobedo Ortiz (1958 Chihuahua- Chihuahua 16 de dezembro de 2010) foi uma ativista social mexicana, assassinada enquanto protestava pelo assassinato de sua filha ocorrido no ano 2008.

## Contexto
Marisela Escobedo Ortiz iniciou seu ativismo social em 2008 em Cidade Juárez após o assassinato de sua filha Rubí Marisol Frayre Escobedo de 16 anos de idade. Marisela Escobedo apontou então o parceiro de sua filha, Sergio Rafael Barraza Bocanegra, como o suposto assassino; com recursos próprios conseguiu localizar Sergio Rafael em Fresnillo, Zacatecas, onde foi detido e transferido a Cidade Juárez onde confessou a autoria do crime no julgamento e assinalou o lugar de sepultura dos restos de Rubí. No entanto, os juízes o declararam inocente por falta de provas e o puseram em liberdade, gerando com isso um escândalo que deu a conhecer a Marisela Escobedo a nível nacional e internacional.
Ante isso, Marisela Escobedo iniciou uma série de protestos na contramão de dita resolução contra as autoridades do estado de Chihuahua, pedindo que Sergio Barraza fosse detento e levado novamente a julgamento; apelada a resolução, um tribunal de circuito revogou a absolvição e declarou e sentenciou a Barraza por assassinato. No entanto, este permaneceu fugitivo da justiça. Depois de múltiplos protestos ante os governadores José Reyes Baeza Terrazas e César Duarte Jáquez, instalou-se em protesto na praça Hidalgo da cidade de Chihuahua em frente ao Palácio de Governo. Neste lugar, no dia 16 de dezembro de 2010 foi assassinada por um desconhecido com um tiro na cabeça segundo a imprensa e governo.
Em outubro de 2012 foi apresentado pela Promotoria Geral do Estado o suposto assassino de Marisela Escobedo, José Enrique Jiménez Zavala, “El Wicked”. Posteriormente em novembro do mesmo ano foi abatido por elementos do Exército Mexicano o assassino confesso de Rubí Marisol Frayre Escobedo, Sergio Rafael Barraza Bocanegra.